# トロンボキサン

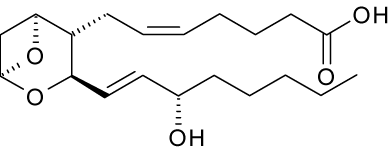
トロンボキサンA2

トロンボキサンB2

必須脂肪酸の代謝経路とエイコサノイドの形成

トロンボキサン（英: thromboxane, TX）は、血小板の凝集や、血管壁の収縮を引き起こす物質である。リン脂質からホスホリパーゼによって遊離したアラキドン酸は、アラキドン酸カスケードによって代謝される。このアラキドン酸カスケードで主にシクロオキシゲナーゼからプロスタグランジン (PG) 類とトロンボキサンが産出される。
トロンボキサンは、プロスタグランジン、ロイコトリエンとともにエイコサノイドに含まれる。トロンボキサンは酸素を含む六員環（ピラン）を骨格に持ち二重結合を2つ持つという特徴がある。

## トロンボキサンの種類と主な作用
- TXA2：血小板凝集作用、血管・気管支収縮作用（TX受容体）
- TXB2：上記のTXA2に1分子のH2Oが付加されて生成する。

## トロンボキサンに関係する医薬品

オザグレルの作用点

- 塩酸オザグレル：トロンボキサン合成酵素を抑え、TXA2の産生を抑制することにより気管支喘息の薬として用いられる。
- セラトロダスト、ラマトロバン：トロンボキサンA2受容体を拮抗的に阻害することで気管支喘息の薬として用いられる。